# Уаргла (вілаєт)
Уаргла (араб. ولاية ورقلة‎‎‎‎‎‎) — вілаєт Алжиру. Адміністративний центр — м. Уаргла. Площа — 211 980 км². Населення — 552 539 осіб (2008).

## Географічне положення
На сході проходить кордон з Тунісом. На півночі межує з вілаєтом Ель-Уед, на півдні — з вілаєтом Іллізі та Таманрассет, на заході — з вілаєтами Гардая та Джельфа.

## Адміністративний поділ
Поділяється на 10 округів та 21 муніципалітет.
| Алжир | Це незавершена стаття з географії Алжиру. Ви можете допомогти проєкту, виправивши або дописавши її. |